# Porta San Gennaro
Porta San Gennaro è la più antica porta della città di Napoli, menzionata già in documenti risalenti all'anno 928, quando era dilagata la paura per i Saraceni che avevano già distrutto la città di Taranto.
Era l'unico punto di accesso alla Napoli del periodo ducale, per chi proveniva dalla parte settentrionale della città. Il nome di Porta San Gennaro deriva dal fatto che di qui partiva l'unica strada che portava alle catacombe dell'omonimo santo.

## Storia
In età ducale la porta fu ricostruita poco lontano dal luogo originale, tra Caponapoli e il vallone di Foria, nei pressi del Monastero di Santa Maria del Gesù delle Monache. Già dal X secolo si hanno testimonianze che la porta veniva denominata di San Gennaro. La porta veniva detta anche del tufo perché da essa entravano i grandi blocchi di tufo delle cave del vallone della Sanità.
Nel 1537 fu ancora spostata per volere di Don Pedro di Toledo e furono eliminate le due maestose torri fortificate che la fiancheggiavano, occupando la collocazione che ancora oggi conserva su via Foria, di fronte a piazza Cavour, inglobata nel complesso edilizio che gli è stato costruito intorno.
Dopo l'epidemia di peste del 1656, come ex voto, vi fu aggiunta un'edicola affrescata da Mattia Preti, con  motivi sacri (i Santi che implorano la fine della peste), oggi ancora in buono stato di conservazione dopo il recente restauro. L'affresco raffigura San Gennaro, Santa Rosalia e San Francesco Saverio.
Nell'antico vallone della Sanità (posto al di fuori della cinta muraria della città), vi era, tra l'altro, un cimitero per le vittime delle numerose epidemie che colpivano il napoletano. Sulla porta che faceva da confine con questi lazzaretti venne apposta allora la figura di San Gennaro, protettore dei deboli, che guardava nella direzione di coloro che erano stati sfortunati nella vita terrena ma che sarebbero stati accolti nel regno dei cieli.
Nel 1659 fu aggiunto il busto di San Gaetano (realizzato in pietra da Bartolomeo Mori), su richiesta dei padri teatini.
La nicchia con il quadro della Vergine, sotto la porta, è un ex voto del 1887 per lo scampato colera del 1884.
Nei suoi pressi sorge la chiesa di San Francesco dei Cocchieri.